# Crest-Voland
Crest-Voland és un municipi francès situat al departament de la Savoia i a la regió d'Alvèrnia-Roine-Alps. L'any 2007 tenia 401 habitants.

## Demografia

### Població
El 2007 la població de fet de Crest-Voland era de 401 persones. Hi havia 168 famílies de les quals 48 eren unipersonals (24 homes vivint sols i 24 dones vivint soles), 72 parelles sense fills, 40 parelles amb fills i 8 famílies monoparentals amb fills.
La població ha evolucionat segons el següent gràfic:
Habitants censats

### Habitatges
El 2007 hi havia 957 habitatges, 177 eren l'habitatge principal de la família, 764 eren segones residències i 16 estaven desocupats. 290 eren cases i 648 eren apartaments. Dels 177 habitatges principals, 124 estaven ocupats pels seus propietaris, 46 estaven llogats i ocupats pels llogaters i 7 estaven cedits a títol gratuït; 1 tenia una cambra, 22 en tenien dues, 43 en tenien tres, 46 en tenien quatre i 65 en tenien cinc o més. 169 habitatges disposaven pel capbaix d'una plaça de pàrquing. A 87 habitatges hi havia un automòbil i a 78 n'hi havia dos o més.

### Piràmide de població
La piràmide de població per edats i sexe el 2009 era:
| Homes | Edats   | Dones |
| ----- | ------- | ----- |
| 0     | 95 o +  | 0     |
| 0     | 90 a 94 | 0     |
| 0     | 85 a 89 | 0     |
| 0     | 80 a 84 | 0     |
| 0     | 75 a 79 | 16    |
| 8     | 70 a 74 | 0     |
| 4     | 65 a 69 | 4     |
| 20    | 60 a 64 | 12    |
| 20    | 55 a 59 | 8     |
| 20    | 50 a 54 | 12    |
| 24    | 45 a 49 | 40    |
| 12    | 40 a 44 | 4     |
| 16    | 35 a 39 | 16    |
| 12    | 30 a 34 | 16    |
| 4     | 25 a 29 | 16    |
| 0     | 20 a 24 | 4     |
| 20    | 15 a 19 | 8     |
| 16    | 10 a 14 | 12    |
| 4     | 5 a 9   | 20    |
| 4     | 0 a 4   | 8     |

## Economia
El 2007 la població en edat de treballar era de 276 persones, 225 eren actives i 51 eren inactives. De les 225 persones actives 221 estaven ocupades (118 homes i 103 dones) i 4 estaven aturades (2 homes i 2 dones). De les 51 persones inactives 23 estaven jubilades, 13 estaven estudiant i 15 estaven classificades com a «altres inactius».

### Ingressos
El 2009 a Crest-Voland hi havia 175 unitats fiscals que integraven 411 persones, la mediana anual d'ingressos fiscals per persona era de 19.737 €.

### Activitats econòmiques
Dels 133 establiments que hi havia el 2007, 1 era d'una empresa extractiva, 2 d'empreses alimentàries, 11 d'empreses de construcció, 12 d'empreses de comerç i reparació d'automòbils, 3 d'empreses de transport, 23 d'empreses d'hostatgeria i restauració, 1 d'una empresa d'informació i comunicació, 1 d'una empresa financera, 9 d'empreses immobiliàries, 7 d'empreses de serveis, 57 d'entitats de l'administració pública i 6 d'empreses classificades com a «altres activitats de serveis».
Dels 24 establiments de servei als particulars que hi havia el 2009, 1 era una oficina de correu, 1 una oficina bancària, 3 paletes, 2 guixaires pintors, 3 fusteries, 1 lampisteria, 8 restaurants, 3 agències immobiliàries i 2 salons de bellesa.
Dels 12 establiments comercials que hi havia el 2009, 1 era una botiga de més de 120 m², 3 botiges de menys de 120 m², 1 una fleca, 1 una carnisseria, 1 una botiga d'equipament de la llar i 5 botigues de material esportiu.
L'any 2000 a Crest-Voland hi havia 8 explotacions agrícoles que ocupaven un total de 255 hectàrees.

## Equipaments sanitaris i escolars
El 2009 hi havia 2 escoles elementals.

## Poblacions més properes
El següent diagrama mostra les poblacions més properes.